# Clintonia umbellulata
Clintonia umbellulata là một loài thực vật có hoa trong họ Măng tây. Loài này được (Michx.) Morong mô tả khoa học đầu tiên năm 1894.

## Hình ảnh

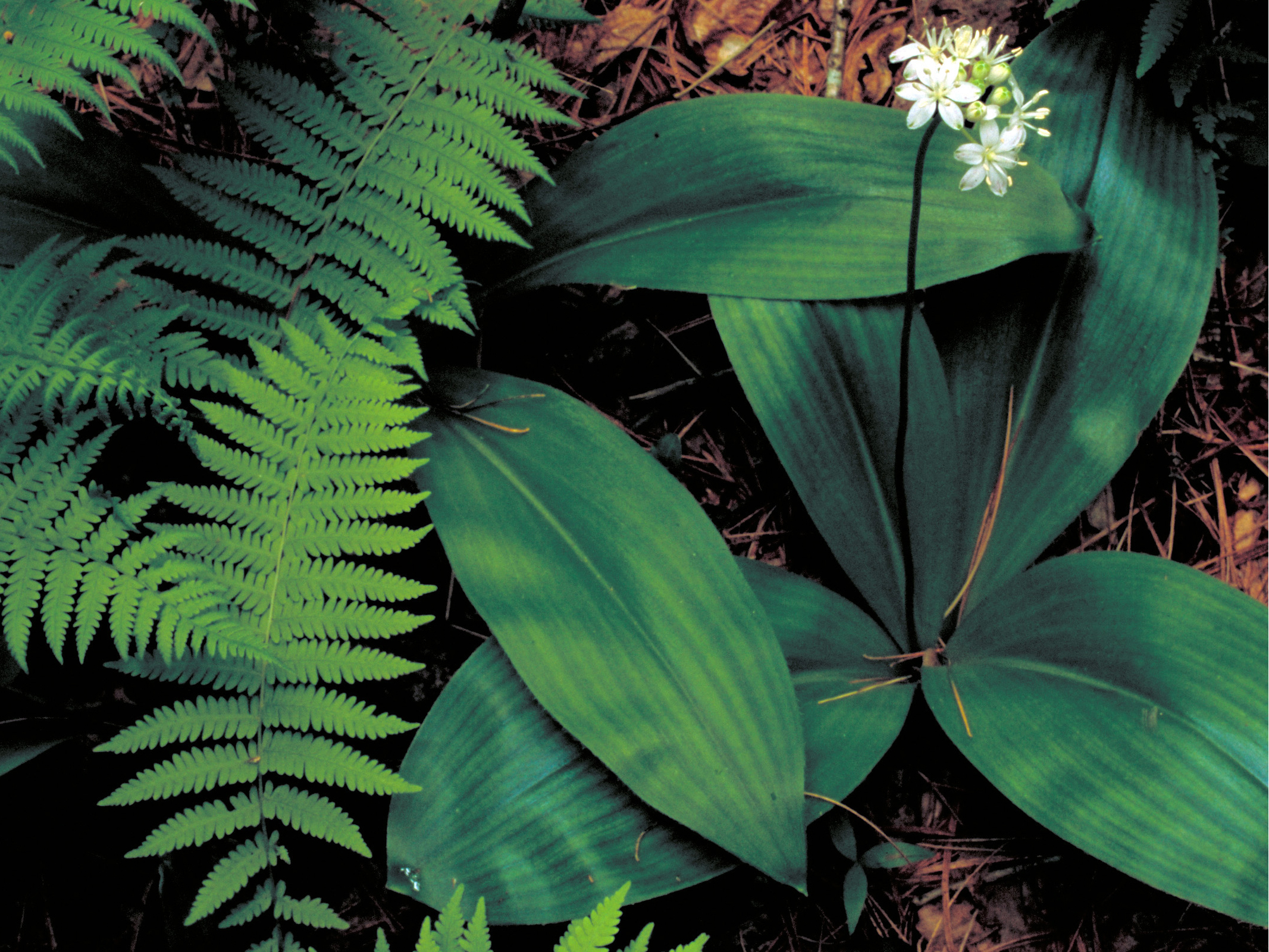